# Championnat d'Espagne de football 2011-2012
Navigation
Championnat d'Espagne 2010-2011 Championnat d'Espagne 2012-2013
La saison 2011-2012 de la Liga BBVA est la 81e édition de la première division espagnole.
Lors de cette saison, le FC Barcelone défend son titre face à 19 autres équipes dont 3 promus de Liga Adelante.
Les vingt clubs participants au championnat sont confrontés à deux reprises aux dix-neuf autres.
Le début du championnat est perturbé par une grève des joueurs, inquiets des salaires impayés et des dettes colossales de leurs clubs employeurs.

## Participants
| \| Athletic At. Madrid Barcelone Betis Espanyol Getafe Grenade Levante Málaga Majorque Osasuna Racing Rayo Vallecano Real Madrid Real Sociedad Saragosse Séville Sporting Valence Villarreal \| Localisation des clubs engagés dans le championnat. |
| Athletic At. Madrid Barcelone Betis Espanyol Getafe Grenade Levante Málaga Majorque Osasuna Racing Rayo Vallecano Real Madrid Real Sociedad Saragosse Séville Sporting Valence Villarreal                                                           |

Légende des couleurs
- Phase de groupes de la Ligue des Champions 2011-2012
- Tour de barrages de la Ligue des Champions 2011-2012
- Tour de barrages de la Ligue Europa 2011-2012
- Troisième tour de qualification de la Ligue Europa 2011-2012
- Promu de Liga Adelante

| Club            | Ville           | Dernière montée | Classement 2012-2013 | Entraîneur            | Depuis | Stade                         | Capacité théorique |
| --------------- | --------------- | --------------- | -------------------- | --------------------- | ------ | ----------------------------- | ------------------ |
| Athletic Bilbao | Bilbao          | 1928            | 6                    | Marcelo Bielsa        | 2011   | San Mamés                     | 39 750             |
| Atlético Madrid | Madrid          | 2002            | 7                    | Diego Simeone         | 2011   | Vicente Calderón              | 54 851             |
| FC Barcelone    | Barcelone       | 1928            | 1                    | Pep Guardiola         | 2008   | Camp Nou                      | 99 354             |
| Betis           | Séville         | 2011            | 1 (SD)               | Pepe Mel              | 2010   | Benito Villamarín             | 52 745             |
| Espanyol        | Barcelone       | 1994            | 8                    | Mauricio Pochettino   | 2009   | Estadio Cornellá–El Prat      | 40 500             |
| Getafe          | Getafe          | 2004            | 16                   | Luis García Plaza     | 2011   | Coliseum Alfonso Pérez        | 17 700             |
| Grenade         | Grenade         | 2011            | 5 (SD)               | Abel Resino           | 2012   | Nuevo Los Cármenes            | 22 524             |
| Levante         | Valence         | 2010            | 14                   | Juan Ignacio Martínez | 2011   | Estadi Ciutat de València     | 25 534             |
| Málaga          | Malaga          | 2008            | 11                   | Manuel Pellegrini     | 2010   | Estadio La Rosaleda           | 28 963             |
| Majorque        | Palma           | 1997            | 17                   | Joaquín Caparrós      | 2011   | Iberostar Estadio             | 23 142             |
| Osasuna         | Pampelune       | 2000            | 9                    | José Luis Mendilibar  | 2011   | El Sadar                      | 19 553             |
| Racing          | Santander       | 2002            | 12                   | Álvaro Cervera        | 2012   | El Sardinero                  | 22 271             |
| Rayo Vallecano  | Madrid          | 2011            | 2 (SD)               | José Ramón Sandoval   | 2010   | Campo de Fútbol de Vallecas   | 15 489             |
| Real Madrid     | Madrid          | 1928            | 2                    | José Mourinho         | 2010   | Santiago Bernabéu             | 85 454             |
| Real Sociedad   | Saint-Sébastien | 2010            | 15                   | Philippe Montanier    | 2011   | Anoeta                        | 32 076             |
| Saragosse       | Saragosse       | 2009            | 13                   | Manolo Jiménez        | 2011   | La Romareda                   | 34 596             |
| Séville         | Séville         | 2001            | 5                    | Míchel                | 2012   | Estadio Ramón Sánchez-Pizjuán | 45 500             |
| Sporting        | Gijón           | 2008            | 10                   | Javier Clemente       | 2012   | Estadio El Molinón            | 29 800             |
| Valence         | Valence         | 1987            | 3                    | Unai Emery            | 2008   | Estadio de Mestalla           | 55 000             |
| Villarreal      | Vila-real       | 1987            | 4                    | Miguel Ángel Lotina   | 2012   | El Madrigal                   | 25 000             |

## Billets
Six places qualificatives pour les compétitions européennes seront attribuées par le biais du championnat.
- 4 places en Ligue des champions, dont 3 directes et une en barrages
- 2 places pour les qualifications de la Ligue Europa, une en barrages et une au tour précédent (3e).

L'autre place européenne est attribuée au vainqueur de la Coupe du Roi, qui est directement qualifié pour la phase de groupes ; s'il s'agit de l'un des quatre meilleurs du championnat, le billet est redistribué au finaliste, voire au cinquième du championnat.
Les 3 derniers du championnat sont relégués en Liga Adelante.

## Compétition

### Classement
Le classement est établi sur le barème de points classique (victoire à 3 points, match nul à 1, défaite à 0).
mis à jour le 25 mai 2012
| Rang | Équipe                   | Pts | J  | G  | N  | P  | Bp  | Bc | Diff |
| ---- | ------------------------ | --- | -- | -- | -- | -- | --- | -- | ---- |
| 1    | Real Madrid              | 100 | 38 | 32 | 4  | 2  | 121 | 32 | +89  |
| 2    | FC Barcelone T S SU MC C | 91  | 38 | 28 | 7  | 3  | 114 | 29 | +85  |
| 3    | Valence CF               | 61  | 38 | 17 | 10 | 11 | 59  | 44 | +15  |
| 4    | Málaga CF                | 58  | 38 | 17 | 7  | 14 | 54  | 53 | +1   |
| 5    | Atlético Madrid C3       | 56  | 38 | 15 | 11 | 12 | 53  | 46 | +7   |
| 6    | Levante UD               | 55  | 38 | 16 | 7  | 15 | 54  | 50 | +4   |
| 7    | Osasuna Pampelune        | 54  | 38 | 13 | 15 | 10 | 44  | 61 | -17  |
| 8    | RCD Majorque             | 52  | 38 | 14 | 10 | 14 | 42  | 46 | -4   |
| 9    | Séville FC               | 50  | 38 | 13 | 11 | 14 | 48  | 47 | +1   |
| 10   | Athletic Bilbao          | 49  | 38 | 12 | 13 | 13 | 49  | 52 | -3   |
| 11   | Getafe CF                | 47  | 38 | 12 | 11 | 15 | 40  | 51 | -11  |
| 12   | Real Sociedad            | 47  | 38 | 12 | 11 | 15 | 46  | 52 | -6   |
| 13   | Bétis Séville P          | 47  | 38 | 13 | 8  | 17 | 47  | 56 | -9   |
| 14   | Espanyol Barcelone       | 46  | 38 | 12 | 10 | 16 | 46  | 56 | -10  |
| 15   | Rayo Vallecano P         | 43  | 38 | 13 | 4  | 21 | 53  | 73 | -20  |
| 16   | Real Saragosse           | 43  | 38 | 12 | 7  | 19 | 36  | 61 | -25  |
| 17   | Grenade CF P             | 42  | 38 | 12 | 6  | 20 | 35  | 56 | -21  |
| 18   | Villarreal CF            | 41  | 38 | 9  | 14 | 15 | 39  | 53 | -14  |
| 19   | Sporting Gijón           | 37  | 38 | 10 | 7  | 21 | 42  | 69 | -27  |
| 20   | Racing Santander         | 27  | 38 | 4  | 15 | 19 | 28  | 63 | -35  |

Qualifications européennes
Ligue des champions 2012-2013
- 1er 2e et 3e : phase de groupes
- 4e : tour de barrages pour non-champions

Ligue Europa 2012-2013
- C3  : phase de groupes
- 6e  : tour de barrages
- Finaliste C : 3e tour de qualification

Relégation
- 18e, 19e et 20e : relégation en Liga Adelante

Abréviations
T : Tenant du titre

P : Promus de Liga Adelante

S : Vainqueur de la Supercoupe d'Espagne 2011

SU : Vainqueur de la Supercoupe de l'UEFA 2011

MC : Vainqueur du Mondial des clubs 2011

C : Vainqueur de la Coupe du Roi 2011-2012

C3 : Vainqueur de la Ligue Europa 2011-2012
Le 2 mai 2012 le Real Madrid est champion.

### Leader journée par journée
- Mise à jour : 2 mai 2012

### Matchs
| Résultats (▼dom., ►ext.)                                   | ATM | ATH | BAR | BET | ESP | GET | GRE | LEV | MAJ | MAL | OSA | RAC | RAY | RMA | SOC | SAR | SEV | SPO | VAL | VIL |
| Atlético                                                   |     | 2-1 | 1-2 | 0-2 | 3-1 | 3-0 | 2-0 | 3-2 | 1-1 | 2-1 | 0-0 | 4-0 | 3-1 | 1-4 | 1-1 | 3-1 | 0-0 | 4-0 | 0-0 | 3-0 |
| Athletic                                                   | 3-0 |     | 2-2 | 2-3 | 3-3 | 0-0 | 0-1 | 3-0 | 1-0 | 3-0 | 3-1 | 1-1 | 1-1 | 0-3 | 2-0 | 2-1 | 1-0 | 1-1 | 0-3 | 1-1 |
| Barcelone                                                  | 5-0 | 2-0 |     | 4-2 | 4-0 | 4-0 | 5-3 | 5-0 | 5-0 | 4-1 | 8-0 | 3-0 | 4-0 | 1-2 | 2-1 | 4-0 | 0-0 | 3-1 | 5-1 | 5-0 |
| Betis                                                      | 2-2 | 2-1 | 2-2 |     | 1-1 | 1-1 | 1-2 | 0-1 | 1-0 | 0-0 | 1-0 | 1-1 | 0-2 | 2-3 | 2-3 | 4-3 | 1-1 | 2-0 | 2-1 | 3-1 |
| Espanyol                                                   | 4-2 | 2-1 | 1-1 | 1-0 |     | 1-0 | 3-0 | 1-2 | 1-0 | 1-2 | 1-2 | 3-1 | 5-1 | 0-4 | 2-2 | 0-2 | 1-1 | 0-3 | 4-0 | 0-0 |
| Getafe                                                     | 3-2 | 0-0 | 1-0 | 1-0 | 1-1 |     | 1-0 | 1-1 | 1-3 | 1-3 | 2-2 | 1-1 | 0-1 | 0-1 | 1-0 | 0-2 | 5-1 | 2-0 | 3-1 | 0-0 |
| Grenade                                                    | 0-0 | 2-2 | 0-1 | 0-1 | 2-1 | 1-0 |     | 2-1 | 2-2 | 2-1 | 1-1 | 0-0 | 1-2 | 1-2 | 4-1 | 1-0 | 0-3 | 2-1 | 0-1 | 1-0 |
| Levante                                                    | 2-0 | 3-0 | 1-2 | 3-1 | 3-1 | 1-2 | 3-1 |     | 0-0 | 3-0 | 0-2 | 1-1 | 3-5 | 1-0 | 3-2 | 0-0 | 1-0 | 4-0 | 0-2 | 1-0 |
| Majorque                                                   | 2-1 | 1-1 | 0-2 | 1-0 | 1-0 | 1-2 | 0-0 | 1-0 |     | 0-1 | 1-1 | 2-1 | 1-0 | 1-2 | 2-1 | 1-0 | 0-0 | 1-2 | 1-1 | 4-0 |
| Málaga                                                     | 0-0 | 1-0 | 1-4 | 0-2 | 2-1 | 3-2 | 4-0 | 1-0 | 3-1 |     | 1-1 | 3-0 | 4-2 | 0-4 | 1-1 | 5-1 | 2-1 | 1-0 | 1-0 | 2-1 |
| Osasuna                                                    | 0-1 | 2-1 | 3-2 | 2-1 | 2-0 | 0-0 | 2-1 | 2-0 | 2-2 | 1-1 |     | 0-2 | 0-0 | 1-5 | 1-0 | 3-0 | 0-0 | 2-1 | 1-1 | 2-1 |
| Racing                                                     | 0-0 | 0-1 | 0-2 | 1-0 | 0-1 | 1-2 | 0-1 | 0-0 | 0-3 | 1-3 | 2-4 |     | 1-1 | 0-0 | 0-0 | 1-0 | 0-3 | 1-1 | 2-2 | 1-0 |
| Rayo Vallecano                                             | 0-1 | 2-3 | 0-7 | 3-0 | 0-1 | 2-0 | 1-0 | 1-2 | 0-1 | 2-0 | 6-0 | 4-2 |     | 0-1 | 4-0 | 0-0 | 2-1 | 1-3 | 1-2 | 0-2 |
| Real Madrid                                                | 4-1 | 4-1 | 1-3 | 4-1 | 5-0 | 4-2 | 5-1 | 4-2 | 4-1 | 1-1 | 7-1 | 4-0 | 6-2 |     | 5-1 | 3-1 | 3-0 | 3-1 | 0-0 | 3-0 |
| Real Sociedad                                              | 0-4 | 1-2 | 2-2 | 1-1 | 0-0 | 0-0 | 1-0 | 1-3 | 1-0 | 3-2 | 0-0 | 3-0 | 4-0 | 0-1 |     | 3-0 | 2-0 | 5-1 | 1-0 | 1-1 |
| Saragosse                                                  | 1-0 | 2-0 | 1-4 | 0-2 | 2-1 | 1-1 | 1-0 | 1-0 | 0-1 | 0-0 | 1-1 | 2-1 | 1-2 | 0-6 | 2-0 |     | 0-1 | 2-2 | 0-1 | 2-1 |
| Séville                                                    | 1-1 | 1-2 | 0-2 | 1-2 | 0-0 | 3-0 | 1-2 | 1-1 | 3-1 | 2-1 | 2-0 | 2-2 | 5-2 | 2-6 | 1-0 | 3-0 |     | 2-1 | 1-0 | 1-2 |
| Sporting                                                   | 1-1 | 1-1 | 0-1 | 2-1 | 1-2 | 2-1 | 2-0 | 3-2 | 2-3 | 2-1 | 1-1 | 0-0 | 2-1 | 0-3 | 1-2 | 1-2 | 1-0 |     | 0-1 | 2-3 |
| Valence                                                    | 1-0 | 1-1 | 2-2 | 4-0 | 2-1 | 3-1 | 1-0 | 1-1 | 2-2 | 2-0 | 4-0 | 4-3 | 4-1 | 2-3 | 0-1 | 1-2 | 1-2 | 4-0 |     | 1-0 |
| Villarreal                                                 | 0-1 | 2-2 | 0-0 | 1-0 | 0-0 | 1-2 | 3-1 | 0-3 | 2-0 | 2-1 | 1-1 | 1-1 | 2-0 | 1-1 | 1-1 | 2-2 | 2-2 | 3-0 | 2-2 |     |
| - Victoire à domicile - Match nul - Victoire à l'extérieur |     |     |     |     |     |     |     |     |     |     |     |     |     |     |     |     |     |     |     |     |

## Statistiques

### Meilleur buteur
Le Trophée Pichichi récompense le meilleur buteur de la saison, tandis que le Trophée Zarra est décerné au meilleur buteur espagnol de la saison. Lionel Messi, avec 50 buts, remporte le premier tandis que Roberto Soldado et Fernando Llorente, avec 17 buts à égalité, remportent le second.
| Rang | Joueur            | Club            | Buts |
| ---- | ----------------- | --------------- | ---- |
| 1    | Lionel Messi      | FC Barcelone    | 50   |
| 2    | Cristiano Ronaldo | Real Madrid     | 46   |
| 3    | Radamel Falcao    | Atlético Madrid | 24   |
| 4    | Gonzalo Higuaín   | Real Madrid     | 22   |
| 5    | Karim Benzema     | Real Madrid     | 21   |
| 6    | Roberto Soldado   | Valence CF      | 17   |
| 6    | Fernando Llorente | Athletic Bilbao | 17   |

### Meilleur passeur
| Rang | Joueur         | Club         | Passes |
| ---- | -------------- | ------------ | ------ |
| 1    | Mesut Özil     | Real Madrid  | 17     |
| 2    | Ángel Di María | Real Madrid  | 16     |
| 2    | Lionel Messi   | FC Barcelone | 16     |

## Prix LFP
Le Prix LFP est une récompense officielle décernée par la Ligue de football professionnel.
| Catégorie           |               |              |
| Catégorie           | Joueur        | Équipe       |
| ------------------- | ------------- | ------------ |
| Meilleur joueur     | Lionel Messi  | FC Barcelone |
| Meilleur entraîneur | Pep Guardiola | FC Barcelone |
| Meilleur gardien    | Iker Casillas | Real Madrid  |

### Équipe-type de la Liga BBVA 2011-2012
| \| Poste \| Joueur \| Club \| \| ----- \| ----------------- \| --------------- \| \| GK \| Iker Casillas \| Real Madrid \| \| DC \| Sergio Ramos \| Real Madrid \| \| DC \| Carles Puyol \| FC Barcelone \| \| DC \| Javi Martínez \| Athletic Bilbao \| \| MDF \| Xabi Alonso \| Real Madrid \| \| MR \| Xavi \| FC Barcelone \| \| MO \| Mesut Özil \| Real Madrid \| \| MO \| Andrés Iniesta \| FC Barcelone \| \| SA \| Lionel Messi \| FC Barcelone \| \| AiG \| Cristiano Ronaldo \| Real Madrid \| \| AC \| Falcao \| Atlético Madrid \| | Casillas Ramos Puyol Javi M. X. Alonso Xavi Özil Iniesta Messi Ronaldo Falcao |                 |
| Poste | Joueur                                                                        | Club            |
| GK | Iker Casillas                                                                 | Real Madrid     |
| DC | Sergio Ramos                                                                  | Real Madrid     |
| DC | Carles Puyol                                                                  | FC Barcelone    |
| DC | Javi Martínez                                                                 | Athletic Bilbao |
| MDF | Xabi Alonso                                                                   | Real Madrid     |
| MR | Xavi                                                                          | FC Barcelone    |
| MO | Mesut Özil                                                                    | Real Madrid     |
| MO | Andrés Iniesta                                                                | FC Barcelone    |
| SA | Lionel Messi                                                                  | FC Barcelone    |
| AiG | Cristiano Ronaldo                                                             | Real Madrid     |
| AC | Falcao                                                                        | Atlético Madrid |

### Bilan de la saison
- Premier but de la saison :  Imanol Agirretxe   35e pour la Real Sociedad contre le Sporting Gijón (1-2), le 27 août 2011.
- Premier but contre son camp :  Roberto Soldado   6e pour le Valence CF en faveur du Racing Santander (4-3), le 27 août 2011.
- Premier penalty :  Miguel de las Cuevas   68e (pen.) pour le Sporting Gijón contre le Real Sociedad (1-2), le 27 août 2011.
- Premier doublé :  Imanol Agirretxe   35e   65e pour la Real Sociedad contre le Sporting Gijón (1-2), le 27 août 2011.
- Premier triplé :  Roberto Soldado   1re   88e   90e pour le Valence CF contre le Racing Santander (4-3), le 27 août 2011.
- Premier quadruplé :  Lionel Messi   22e   27e   76e   85e pour le FC Barcelone contre le Valence CF (5-1), le 19 février 2012.
- But le plus rapide d'une rencontre :  Michu 14 secondes pour le Rayo Vallecano contre le Real Madrid (6-2), le 24 septembre 2011.
- But le plus tardif d'une rencontre :  Apoño 90+4 minutes et 44 secondes pour le Real Saragosse contre l'Atlético Madrid (1-0), le 25 mars 2012.
- Cristiano Ronaldo, pour le Real Madrid, est le premier joueur dans l'histoire de la Liga, à avoir marqué contre les 19 équipes du championnat.
- Champion d'Hiver : Real Madrid, le 14 janvier 2012.
- Champion : Real Madrid, le 2 mai 2012.
- Meilleur Attaque : Real Madrid, 121 buts inscrits.
- Meilleur Défense : FC Barcelone, 29 buts encaissés.
- Journée de championnat la plus riche en buts : 24e journée avec 38 buts
- Journée de championnat la plus pauvre en buts : 18e journée avec 18 buts
- Plus grande marge : 8 buts
  - FC Barcelone 8-0 CA Osasuna, le 17 septembre 2011.
- Plus grand nombre de buts dans une rencontre : 8 buts
  - FC Barcelone 8-0 CA Osasuna, le 17 septembre 2011.
  - Real Madrid 6-2 Rayo Vallecano, le 24 septembre 2011.
  - Real Madrid 7-1 CA Osasuna, le 6 novembre 2011.
  - FC Séville 2-6 Real Madrid, le 17 décembre 2011.
  - Levante UD 3-5 Rayo Vallecano, le 19 février 2012.
  - FC Barcelone 5-3 Grenade CF, le 20 mars 2012.
- Plus grand nombre de buts en une mi-temps : 7 buts
  - La 2e mi-temps :
  - Levante UD 3-5 (0-1) Rayo Vallecano, le 19 février 2012.
- Plus grand nombre de buts dans une rencontre par un joueur : 4 buts
  -  Lionel Messi   22e   27e   76e   85e pour le FC Barcelone contre le Valence CF (5-1), le 19 février 2012.
  -  Lionel Messi   12e   64e (pen.)   74e   79e (pen.) pour le FC Barcelone contre l'Espanyol Barcelone (4-0), le 5 mai 2012.
- Coup du chapeau le plus rapide : 12 minutes et 12 secondes
  -  Cristiano Ronaldo   45e (pen.)   50e   57e pour le Real Madrid contre Levante (4-2), le 12 février 2012.
- Les coups du chapeau de la saison :
  -  Roberto Soldado   1re   88e   90e pour le Valence CF contre le Racing Santander (4-3), le 27 août 2011.
  -  Cristiano Ronaldo   24e   71e   87e pour le Real Madrid contre le Real Saragosse (0-6), le 28 août 2011.
  -  Lionel Messi   5e   41e   79e pour le FC Barcelone contre le CA Osasuna (8-0), le 17 septembre 2011.
  -  Radamel Falcao   23e   36e (pen.)   55e pour l'Atlético Madrid contre le Racing Santander (4-0), le 18 septembre 2011.
  -  Cristiano Ronaldo   39e   51e (pen.)   84e (pen.) pour le Real Madrid contre le Rayo Vallecano (6-2), le 24 septembre 2011.
  -  Lionel Messi   26e   78e   90+1e pour le FC Barcelone contre l'Atlético Madrid (5-0), le 24 septembre 2011.
  -  Gonzalo Higuaín   17e   66e   89e pour le Real Madrid contre l'Espanyol Barcelone (0-4), le 2 octobre 2011.
  -  Gonzalo Higuaín   46e   70e   73e pour le Real Madrid contre le Bétis Séville (4-1), le 15 octobre 2011.
  -  Cristiano Ronaldo   24e   28e   38e pour le Real Madrid contre Málaga (0-4), le 22 octobre 2011.
  -  Lionel Messi   13e (pen.)   21e   30e pour le FC Barcelone contre Majorque (5-0), le 29 octobre 2011.
  -  Cristiano Ronaldo   23e   54e (pen.)   58e pour le Real Madrid contre le CA Osasuna (7-1), le 6 novembre 2011.
  -  Cristiano Ronaldo   10e   41e   86e (pen.) pour le Real Madrid contre le FC Séville (2-6), le 17 décembre 2011.
  -  Radamel Falcao   3e (pen.)   83e   90e pour l'Atlético Madrid contre la Real Sociedad (0-4), le 21 janvier 2012.
  -  Lionel Messi   33e   51e   82e pour le FC Barcelone contre Málaga CF (1-4), le 22 janvier 2012.
  -  Fernando Llorente   17e   23e   68e pour l'Athletic Bilbao contre le Rayo Vallecano (2-3), le 28 janvier 2012.
  -  Cristiano Ronaldo   45e (pen.)   50e   57e pour le Real Madrid contre Levante (4-2), le 12 février 2012.
  -  Lionel Messi4   22e   27e   76e pour le FC Barcelone contre le Valence CF (5-1), le 19 février 2012.
  -  Kalu Uche   4e   45e   68e pour l'Espanyol Barcelone contre le Rayo Vallecano (5-1), le 11 mars 2012.
  -  Roberto Soldado   41e   57e   85e (pen.) pour le Valence CF contre l'Athletic Bilbao (0-3), le 18 mars 2012.
  -  Lionel Messi   17e   67e   86e pour le FC Barcelone contre Grenade CF (5-3), le 20 mars 2012.
  -  Cristiano Ronaldo   25e (cf.)   68e   83e (pen.) pour le Real Madrid contre l'Atlético Madrid (1-4), le 11 avril 2012.
  -  Lionel Messi   35e (pen.)   59e (pen.)   64e pour le FC Barcelone contre Málaga CF (4-1), le 2 mai 2012.